# Luksemburg na Letnich Igrzyskach Olimpijskich 2024
Luksemburg na Letnich Igrzyskach Olimpijskich 2024 – występ kadry sportowców reprezentujących Luksemburg na igrzyskach olimpijskich, które odbywają się w Paryżu we Francji, w dniach 26 lipca – 11 sierpnia 2024.
Reprezentacja Luksemburgu liczy 14 zawodników – ośmioro mężczyzn i sześć kobiet, którzy wystąpią w 7 dyscyplinach.

## Reprezentanci

### Kolarstwo
| Zawodnik          | Konkurencja                    | Czas    | Pozycja | Źródło |
| ----------------- | ------------------------------ | ------- | ------- | ------ |
| Alex Kirsch       | Wyścig ze startu wspólnego (m) | 6:26:57 | 40.     | [ 1 ]  |
| Christine Majerus | Wyścig ze startu wspólnego (k) | 4:04:23 | 17.     | [ 2 ]  |

### Jeździectwo
Ujeżdżenie
| Zawodnik       | Konkurencja   | Koń                    | Grand Prix | Grand Prix | Grand Prix Special | Grand Prix Special | Grand Prix Freestyle | Grand Prix Freestyle | Finał | Finał | Źródło |
| Zawodnik       | Konkurencja   | Koń                    | Wynik      | Poz.       | Wynik              | Poz.               | Technicznie          | Artystycznie         | Wynik | Poz.  | Źródło |
| -------------- | ------------- | ---------------------- | ---------- | ---------- | ------------------ | ------------------ | -------------------- | -------------------- | ----- | ----- | ------ |
| Nicolas Wagner | Indywidualnie | Quater Back Junior FRH |            |            |                    |                    |                      |                      |       |       |        |

### Lekkoatletyka
| Zawodnik               | Konkurencja               | Eliminacje | Eliminacje | Repasaże | Repasaże | Półfinał | Półfinał | Finał | Finał   | Źródło |
| Zawodnik               | Konkurencja               | Wynik      | Miejsce    | Wynik    | Miejsce  | Wynik    | Miejsce  | Wynik | Miejsce | Źródło |
| ---------------------- | ------------------------- | ---------- | ---------- | -------- | -------- | -------- | -------- | ----- | ------- | ------ |
| Ruben Querinjean       | 3000 m z przeszkodami (m) |            |            |          |          |          |          |       |         |        |
| Patrizia van der Weken | 100 m (k)                 |            |            |          |          |          |          |       |         |        |
| Vera Hoffmann          | 1500 m (k)                |            |            |          |          |          |          |       |         |        |

| Zawodnik     | Konkurencja        | Kwalifikacje | Kwalifikacje | Finał | Finał   | Źródło |
| Zawodnik     | Konkurencja        | Wynik        | Miejsce      | Wynik | Miejsce | Źródło |
| ------------ | ------------------ | ------------ | ------------ | ----- | ------- | ------ |
| Bob Bertemes | Pchnięcie kulą (m) | 20.27        | 17           | NQ    | NQ      | [ 3 ]  |

### Łucznictwo
| Zawodnik  | Konkurencja       | Runda rankingowa | Runda rankingowa | 1/32 finału      | 1/16 finału      | 1/8 finału       | Ćwierćfinały     | Półfinały        | Finał            | Finał   | Źródło |
| Zawodnik  | Konkurencja       | Wynik            | Miejsce          | Przeciwnik Wynik | Przeciwnik Wynik | Przeciwnik Wynik | Przeciwnik Wynik | Przeciwnik Wynik | Przeciwnik Wynik | Pozycja | Źródło |
| --------- | ----------------- | ---------------- | ---------------- | ---------------- | ---------------- | ---------------- | ---------------- | ---------------- | ---------------- | ------- | ------ |
| Pit Klein | Indywidualnie (k) | 650              | 50.              | Arcila P 4-6     | NQ               | NQ               | NQ               | NQ               | NQ               | 33.     | [ 4 ]  |

### Pływanie
| Zawodnik       | Konkurencja            | Eliminacje | Eliminacje | Półfinał | Półfinał | Finał | Finał | Źródło |
| Zawodnik       | Konkurencja            | Czas       | Poz.       | Czas     | Poz.     | Czas  | Poz.  | Źródło |
| -------------- | ---------------------- | ---------- | ---------- | -------- | -------- | ----- | ----- | ------ |
| Ralph Daleiden | 100 m st. dowolnym (m) | 49,12      | 30.        | NQ       | NQ       | NQ    | NQ    |        |

### Tenis stołowy
| Zawodnik        | Konkurencja | Eliminacje       | 1/32 finału      | 1/16 finału      | 1/8 finału       | Ćwierćfinały     | Półfinały        | Finał            | Finał   | Źródło |
| Zawodnik        | Konkurencja | Przeciwnik Wynik | Przeciwnik Wynik | Przeciwnik Wynik | Przeciwnik Wynik | Przeciwnik Wynik | Przeciwnik Wynik | Przeciwnik Wynik | Pozycja | Źródło |
| --------------- | ----------- | ---------------- | ---------------- | ---------------- | ---------------- | ---------------- | ---------------- | ---------------- | ------- | ------ |
| Luka Mladenovic | Singel (m)  | Groth P 0-4      | NQ               | NQ               | NQ               | NQ               | NQ               | NQ               |         |        |
| Ni Xia Lian     | Singel (k)  | Altınkaya W 4-2  | Sun P 0-4        | NQ               | NQ               | NQ               | NQ               | NQ               |         |        |
| Sarah De Nutte  | Singel (k)  | Shao P 2-4       | NQ               | NQ               | NQ               | NQ               | NQ               | NQ               |         |        |

### Triathlon
| Zawodnik      | Konkurencja | Pływanie | Zmiana 1 | Jazda na rowerze | Zmiana 2 | Bieg | Czas | Pozycja | Źródło |
| ------------- | ----------- | -------- | -------- | ---------------- | -------- | ---- | ---- | ------- | ------ |
| Jeanne Lehair | Kobiety     |          |          |                  |          |      |      |         |        |